# Gold Souq (metropolitana di Dubai)
Gold Souq (in arabo سوق الذهب) è una stazione della metropolitana di Dubai della linea verde. Venne inaugurata il 9 settembre 2011 e aperta al pubblico il giorno successivo. Fino a maggio 2020 si chiamava Palm Deira.